# Nicolaus Löfqvist
Nicolaus Löfqvist, född 10 maj 1799 i Norra Åkarps socken, död 14 december 1875 i Norra Åkarp, han var en svensk kantor, skollärare och orgelbyggare i Vittsjö. Han lärde sig troligen orgelbyggeri i samband med Johan Lambert Larssons orgelbygge i Vittsjö kyrka år 1846.

## Biografi
Löfqvist föddes 10 maj 1799 på Bjernum 11 i Norra Åkarp. Han var son till klockaren Peter Löfqvist och Ingrid Christina Gadd. Löfqvist avled 14 december 1875 i Norra Åkarp.

## Orgelverk
| År   | Ursprunglig kyrka  | Stift | Bild | Manualer | Pedal | Stämmor | Bevarad orgel/fasad | Övrigt |
| ---- | ------------------ | ----- | ---- | -------- | ----- | ------- | ------------------- | ------ |
| 1858 | Stoby kyrka        | Lunds |      |          |       |         |                     |        |
|      | Ballingslövs kyrka |       |      |          |       |         |                     |        |